# Brendan Foster
Sir Brendan Foster CBE (ur. 12 stycznia 1948 w Hebburn) – angielski lekkoatleta, średnio- i długodystansowiec, medalista olimpijski i mistrz Europy.

## Kariera sportowa
Foster początkowo specjalizował się w biegu na 1500 metrów. Zdobył w tej konkurencji brązowy medal na igrzyskach Brytyjskiej Wspólnoty Narodów w 1970 w Edynburgu. Wywalczył również brązowy medal na tym dystansie na mistrzostwach Europy w 1971 w Helsinkach. Na igrzyskach olimpijskich w 1972 w Monachium zajął 5. miejsce w finale biegu na 1500 m.
Od 1973 skoncentrował się na bieganiu na długich dystansach. 27 sierpnia 1973 w Londynie ustanowił rekord świata w biegu na 2 mile wynikiem 8:13,8. Na igrzyskach Brytyjskiej Wspólnoty Narodów w 1974 w Christchurch zdobył srebrny medal w biegu na 5000 metrów.
3 sierpnia 1974 w Gateshead poprawił rekord świata w biegu na 3000 metrów czasem 7:35,2. Na mistrzostwach Europy w 1974 w Rzymie zdobył złoty medal w biegu na 5000 metrów. Został wybrany sportowcem roku Wielkiej Brytanii w 1974. 
Na igrzyskach olimpijskich w 1976 w Montrealu zdobył brązowy medal w biegu na 10 000 metrów, a w biegu na 5000 metrów zajął 5. miejsce. Zwyciężył na 10 000 m i zajął 3. miejsce na 5000 m na igrzyskach Wspólnoty Narodów w 1978 w Edmonton. Na mistrzostwach Europy w 1978 w Pradze zajął 4. miejsce w biegu na 10 000 m, a w biegu na 5000 m odpadł w eliminacjach. Zajął 11. miejsce na 10 000 m podczas igrzysk olimpijskich w 1980 w Moskwie.
Zwyciężył w biegu na 5000 metrów w finale Pucharu Europy w 1973 w Edynburgu i Pucharu Europy w 1975 w Nicei, a w biegu na 10 000 m w finale Pucharu Europy w 1979 w Turynie.
Brendan Foster był mistrzem Wielkiej Brytanii (AAA) w biegu na 5000 m w 1973, 1974 i 1976 oraz na 10 000 m w 1977 i 1978, a także brązowym medalistą na 1500 m w 1971.
Poza rekordami świata był także rekordzistą Wielkiej Brytanii na 1500 m (dwa razy, do 3:37,64 2 lutego 1974 w Christchurch), na 5000 m (13:14,6 29 stycznia 1974 w Christchurch) i na 10 000 m (27:30,3 23 czerwca 1978 w Londynie.

## Późniejsza działalność
Po zakończeniu kariery sportowej Foster związał się z firmą Nike, dochodzą do funkcji wiceprezesa Nike Europe. W 1988 założył własną firmę Nova International, która później przyjęła nazwę View From International i która została sprzedana firmie Marks & Spencer za ok. 2 miliony funtów.
Był również komentatorem BBC. Jest inicjatorem półmaratonu Great North Run.
Odznaczony Komandorią Orderu Imperium Brytyjskiego (CBE).
W 2021 roku otrzymał tytuł szlachecki.